# Matthias Pollitzer

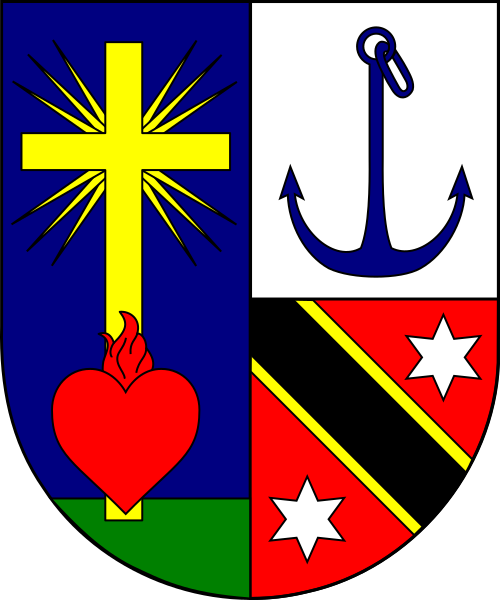
Bischöfliches Wappen

Matthias Pollitzer (* 21. Februar 1786 in Oblaß; † 12. September 1850) war Weihbischof in der Erzdiözese Wien.

## Leben
Pollitzer empfing am 21. September 1809 die Diakonenweihe für die Diözese St. Pölten, am 22. September desselben Jahres folgte die Priesterweihe.
Am 19. Juni 1843 wurde er zum Weihbischof in Wien und Titularbischof von Telmissus ernannt. Die Bischofsweihe spendete ihm am 23. Juli desselben Jahres der Wiener Erzbischof Vincenz Eduard Milde; Mitkonsekratoren waren Johann Michael Leonhard, Militärordinarius von Österreich-Ungarn, und Anton Alois Buchmayer, Bischof von St. Pölten.
Pollitzer starb am 12. September 1850 im Alter von 64 Jahren.